# 20019 Yukiotanaka
20019 Yukiotanaka là một tiểu hành tinh vành đai chính với chu kỳ quỹ đạo là 1598.0952126 ngày (4.38 năm).
Nó được phát hiện ngày 2 tháng 11 năm 1991.